# Gravity (álbum de Westlife)
Gravity es el nombre del décimo álbum de estudio de la banda irlandesa pop Westlife. Fue lanzado al mercado el 22 de noviembre de 2010 en Reino Unido bajo Syco Music, RCA Records y Sony Music. John Shanks es el productor de todo este proyecto mientras que Simon Cowell es el productor ejecutivo del álbum.

## Historia, concepto y desarrollo
A principios de 2010, varios informes comenzaron a decir que la banda había decidido no lanzar un segundo sencillo de Where We Are. De acuerdo a estos informes, un nuevo álbum sería lanzado en el último timestre del 2010 y que la banda dijo que querían un álbum sexy. La confirmación fue hecha por el miembro de la banda Kian Egan en uno de las giras de Where We Are Tour en Newcastle diciendo que un nuevo álbum saldría en noviembre.

El 19 de julio de 2010, se informó por Radio y Televisión de Irlanda de que la banda se uniría a Shanks. Alguien cercano a la banda dijo: 
Es un golpe importante para Westlife en tener este productor - ha producido grandes éxitos de Bon Jovi a Backstreet Boys y Take That. Lo querían para su último álbum pero no fueron capaces de conseguirlo. Están contentos que él aceptó trabajar con ellos en este álbum."
También se dijo que el proceso de grabación comenzó en julio de 2010. La banda también confirmó que la grabación se terminó en octubre de 2010. Grabaron las canciones en Los Ángeles, California, Dublín, Irlanda y Londres, Inglaterra. El 17 de septiembre de 2010, Egan dijo que el primer sencillo para el álbum había sido elegido por Cowell y un fragmento de 30 segundos fue mostrado en The X Factor UK. Posteriormente, Feehily colocó en su Twitter #westlife11album y #westlifeSAFE como tema de tendencia en Twitter, que fue seguido en todo el mundo para ser un tema superior.
HMV publicó un enlace para pre-ordenar el álbum mientras que Play.com era la primera entre las tiendas de discos en publicar el nombre oficial del álbum. La fecha inicial fue para el 29 de noviembre de 2010, luego lo adelantaron al 22 de noviembre. El 30 de septiembre de 2010, revelaron oficialmente la fecha de lanzamiento para el álbum que sería el 15 de noviembre. Egan dijo a la prensa que la banda le dará algo especial a la fan elegida pero todavía no estaba decidido. Además, Egan expresó plenamente que sintió durante la grabación de Gravity: 
"Es difícil creer que éste es nuestro décimo primer álbum pero cantar es nuestra pasión y parece como tirar todo por la borda sí nos detenemos. Nosotros y Take That vamos por canciones pop épicas pero ellos teniendo a Robbie de vuelta no nos hace pensar en el regreso de Brian McFadden. Se sentiría extraño tener una quinta persona de vuelta al escenario con nosotros." 
Además, Westlife le dijo a Digital Spy:
 "Queríamos trabajar con él durante mucho tiempo, pero toda su lealtad era a Take That y no quería trabajar con otra boyband," "Habíamos estado preguntando por él, pero literalmente en los momentos de Take That decidiéndose ir y trabajar con Stuart Price, él dijo que sí a nosotros enseguida. Después él dijo que quería trabajar con nosotros durante mucho tiempo, pero él no podía hacer con Take That y Westlife porque eran muy cercanos. "John creó un sonido de la misma manera que creó un sonido para Take That, un sonido de Bon Jovi y un sonido por los otros increíbles artistas que él ha trabajado" "Creó un sonido para Westlife que no habíamos tenido antes - no es una salida masiva, pero es definitivamente un paso adelante en términos de producción."
Filan también reveló que la banda se encontraron en el proceso de seleccionar 12 o 13 canciones para el listado final de canciones de unas 16, con todas pero "una o dos" son originales. El 22 de octubre de 2010, Shanks dijo que habían terminado el disco de Westlife, todas las canciones aprobadas por Cowell. Shanks dijo que el álbum terminó con dos covers. El 27 de octubre de 2010, la fecha de lanzamiento original fue cambiada al 22 de noviembre de 2010. El 1 de noviembre de 2010, Mark confirmó que los dos covers del álbum eran, "Chances" por Athlete y "The Reason" por Hoobastank. En la edición de noviembre de 2010 de Hello Magazine, hablaron sobre la competición con Take That y la participación de Walsh y Cowell en el álbum: 
"Necesitas competencia para mantenerte en tus zapatos," le dijo Nicky Byrne a HELLO!. "Me encanta Take That y he sido un fan desde la escuela secundaria. Todo lo que estos chicos hacen se hace oro y a veces los miro y pienso, 'Desearía que tuvieramos esa canción,' pero hemos estado bien.' No tienen intenciones de ser 5 miembros otra vez como sus rivales en las listas, y no sería invitando a el ex-miembro Brian McFadden para que se una de vuelta. "Él se fue porque no le gustaba lo que era Westlife," dijo Shane Filan a HELLO!. "Sacaron a Robbie de Take That, pero Brian lo hizo por su propia voluntad. No estaba feliz. Sí él regresara, estaríamos pensando todos los días, '¿Está feliz con lo que estamos haciendo ahora?'" reveló Nicky en cómo tenían una cena con Brian durante un viaje reciente a Los Angeles y que fue bien. "Fue divertido," dijo. "Se ha ido de la banda por casi siete años y no lo vería encajando ahora. "Hemos hecho más giras sin él que Robbie hizo con Take That y no nos separamos después que él se fue. Sería genial subirse al escenario y hacer una canción con Brian para los fans, pero no lo veo volviendo."
"Louis está en el teléfono con nosotros todos los días," dijo Shane. "Simon está también muy involucrado. Cuando está apasionado por algo, él diría, 'Confíen en mí chicos,' pero sí nos oponemos a algo, él escucha nuestras opiniones. Él no nos necesita económicamente, pero tiene un amor genuino por la banda. "Simon y Louis se pelean entre ellos en The X Factor y hacen eso en la vida real también. Pelean como uña y diente, incluso delante de nosotros, y es divertido verlo."
En una entrevista con AOL Music UK, Westlife describió el proceso creativo del álbum como un "soplo de aire fresco". "Es un nuevo comienzo para Westlife", es cómo el cantante Shane Filan describió trabar con el productor legendario de pop John Shanks. En la página de la banda, subieron una nueva biografía que hablaban sobre Gravity, diciendo:
La undécima oferta del cuarteto, Gravity, se ve a los irlandeses navegar en aguas desconocidas, luchar en un nivel sin precedentes de un control creativo y lo más crítico de todo - comienzan a creer en ellos de vuelta. "Es un disco realmente bueno," insiste Nicky Byrne. "Es un productor. Es un único sonido. Quizás nos llevó veinte años en llegar allí. Pero no importa. Estamos aquí ahora.
"Es el tipo de disco que sabíamos que podíamos hacer y sólo necesitabamos a la persona indicada para llevarnos." Y ese individuo fue el legendario productor John Shanks. Dirigió las últimas dos colecciones de Take That, fue responsable por la reinvención más reciente de Bon Jovi y esculpió algunos éxitos de Kelly Clarkson, Celine Dion, y Sheryl Crow.
Mientras las sesiones surgieron en la vida de este verano. primero en Londres y luego en Los Ángeles, rápidamente se hizo claro que el proceso de grabación sería radicalmente diferente de cualquier cosa que los chicos habían hecho antes. Nicky dijo, “Desde el primer día John dijo, ‘No voy a llamar a Shane y decir que lo quiero un Miércoles en hora de almuerzo y a Kian un Viernes a la mañana. “’’Sí voy a hacer esto, todos vamos a estar en el estudio juntos.’ “Eso fue la primera vez que alguien nos decía algo así. Él nos hizo sentir cómo a una verdadera banda de nuevo.”
Inyectando ese sentido de coherencia, la convivencia y la libertad era crítica para la banda. Tuvieron que enfrentarse a algunas verdades dolorosas sobre que creativo les faltaba. Shane admite, “Hicimos algunas decisiones en años recientes que no estamos contentos con eso. Llegamos a un punto en que estabamos vendiendo demasiado, no pensamos dos veces en hacer un álbum de Rat Pack o un álbum de covers de canciones de amor. Ellos estaban vendiendo millones, pero nosotros eventualmente nos dimos cuenta que necesitabamos algunas canciones originales de vuelta. “Para nosotros seguir como una banda, para nosotros poder seguir entusiasmados, necesitabamos escribir nuestro propio material, no un disco de canciones de otras personas.” Y colaborar con Shanks vio a los muchachos flexionar los músculos de escritura de canciones que habían sido poco empleados en la década anterior. Nicky explica: “No es como era en el pasado dónde teníamos un montón de covers. John insistió en involucrarnos. Ahora tenemos un álbum con doce canciones y cuatro son co-escritas.” Shane reiteró: “Era muy natural la manera en que nos relacionamos con John. Él realmente quería que nos involucraramos en cada canción. Realmente sentimos que hicimos este álbum juntos. Estuvimos allí desde el principio hasta el final. Se siente cómo sí estuvieramos en un lugar feliz que alguna vez hayamos estado haciendo el álbum.” Sin embargo, una canción enfrenta a una de las experiencias más dolorosas que dos de los chicos de la banda tuvieron que pasar. Los respectivos padres de Kian y Nicky fallecieron en los últimos doce meses y exploraron su duelo en la canción más personal que la banda haya grabado. "Too Hard To Say Goodbye" es suave, una balada lacrimógena que muchos se sentirán identificados. “Kian y yo hemos perdido a nuestros padres el año pasado. Mi padre murió de un ataque al corazón en una noche y el padre de Kian murió en el transcurso de un año” dijo Nicky. “Estuvimos discutiendo la pérdida con John en un almuerzo un día y él dijo, ‘Vamos a escribir una canción sobre ello.’ Tuvimos lágrimas en nuestros ojos cuando la estabamos haciendo. Pero es una canción que estamos muy, muy orgullosos.” En otra parte de la colección se pueden encontrar los resultados de un esfuerzo consciente para borrar algunos de los prejuicios que han pesado mucho en el cuello de muchos. Nicky explicó, “No estoy aburrido. Sé que no estoy aburrido. “Nunca me gustó el hecho de que estamos cubiertos de alquitrán con un cepillo que sólo somos cuatro chicos sentados en taburetes, vistiendo trajes y cantando canciones lentas.” "Beautiful Tonight" hace eco a un pop fresco, electrónico y eufórico de Erasure, afirma Shane, mientras que "No One's Gonna Sleep Tonight" es "Westlife haciendo de Black Eyed Peas.”
“Estamos hace doce años y tenemos por lo menos treinta años de edad,” dijo Mark Feehily. “Todos podríamos ir a casa ahora y estaríamos bien por el resto de nuestras vidas. “Así que sí vamos a hacer más discos queremos hacerlo bien, sino de lo contrario no queremos hacerlo para nada.” Y Gravity muestra a estos cuatro individuos a ser hombres de sus palabras...

## Música y letras
En una entrevista con la revista OK! Magazine dijeron como sería el sonido de Gravity: 
"Pasamos tres meses haciendo el álbum con John Shanks y yo en realidad - sólo para comparar - escuchamos nuestro último álbum (que amamos y estuvimos muy orgulloso de él) y hay una diferencia masiva en calidad de producción en este álbum. Definitivamente hemos subido un poco. Y porque lo hicimos todo con un hombre tiene un sonido desde el comienzo hasta el final (nuestro último álbum fue hecho por cinco o seis personas). Más de un sonido sólido. También hemos escrito este álbum."
En otra entrevista con Digital Spy, dijeron:
"El primer sencillo 'Safe' es la canción que más suena a Westlife en el álbum. Es como el punto de partida del álbum," explicó Feehily, antes de que Filan agregara: "Son estilos diferenes de baladas aquí - alguna de ellas son realmente suaves y tienen una voz realmente baja - y también hay canciones movidas. "Hay una canción que amo llamada 'No One's Gonna Sleep Tonight' que es bailable, y otra llamada 'Tell You I'm Dreaming' que es como una pista de Erasure."
Sony Music Filipinas describió algunas de las canciones, "Closer" tiene un sonido épico, la canción country-rock "I Will Reach You", la canción "No One's Gonna Sleep Tonight" y la canción emocional "Too Hard To Say Goobye." También publicaron que el álbum tiene a Savan Kotecha, John Reid y Wayne Hector en él. Glasswerk National reveló,
"Cuando estás comodamente cambiado por 44 millones de álbumes durante una carrera de 12 años que te ha visto arriba de las listas en 14 ocasiones por separado, puedes retirarte a tú zona de confort. Sin embargo, los veteranos de Westlife han hecho lo opuesto en su décimo primera colección. Ellos sabían que podrían hacerlo mejor que antes, y con Gravity el cuarteto de Nicky Byrne, Shane Filan, Mark Feehily y Kian Egan han venido con el álbum más fuerte de todos. Gravity tiene un renovado sentido de corazón, alma, fuerza y orgullo. Las 12 pistas están llenas de confianza y aplomo nunca antes escuchado de los chicos. Y John Shanks, quién ha creado éxitos para Bon Jovi, Take That y Alanis Morissette, es el hombre responsable más que ninguno por este giro en un enfoque de satisfacción. Su influencia es ineludible sobre la duración de Gravity. Él abrió la mezcla durante las sesiones y co-escribió cada canción - con la banda. Y desde el principio está claro que es un equipo con un sentido renovado de un propósito. 'Safe', el primer sencillo del álbum muestra el increíble peso emocional de un impresionante conjunto de su competencia. La canción "Beautiful Tonight" explota a la vida en pulsos electrónicos agregando un sentido de euforia. "Chances", una meditación de una oportunidad perdida, hace eco a la gracia y drama de la canción de Aerosmith "I Don't Wanna Miss a Thing". "I Get Weak" es oscura, gráfica en la desesperación y "Too Hard To Say Goodbye" es una disección de corazón yendo a dolor. La artesanía pop en "I Will Reach You" muestra a la banda buscando nuevas alturas épicas nuevas; una muestra de su mejor material hasta la fecha. Westlife ha hecho el álbum más triunfal de su vida."
En Philippine Star, Shane habló sobre la diferencia de Gravity de sus álbumes pasados y la madurez del álbum:
"Creo que Gravity no es sólo mejor en letra sino también en la producción si se refiere. Hay mucha más variedad en este álbum. "Safe" es probablemente el único sonido de Westlife en el álbum y todas las otras canciones tienen algo diferente sobre ellas, aunque todavía es básicamente muy Westlife. Necesitabamos hacer un paso más alto. Es muy importante para nosotros y nuestro productor, John Shanks porque hemos estado planeando hacer eso en mucho tiempo. Estamos asombrados que finalmente lo hicimos." "Sí, creo que es. Como banda, hemos crecido, y te darás cuenta en algunas de nuestras canciones. Sentimos que nos pusimos mejor y mejor mientras íbamos pasando los años. La letra de nuestras canciones son más maduras, especialmente la última canción llamada "Too Hard To Say Goodbye". Es una canción muy emocional."

## Nombre del álbum y arte
La portada del álbum fue primero mostrada en los sitios de música como "Westlife" con un fondo negro y letras de color blanco. El 22 de octubre de 2010, lanzaron un vídeo exclusivo de una sesión de fotos del álbum a la prensa y en sus sitios oficiales. El fotógrafo oficial de la sesión fue Kevin McDaid y Feehily como el director creativo. Decidieron ir por un diseño elegante blanco y negro en las fotos, con la banda todos vestidos en vaqueros y camisetas, haciendo las fotos artísticamente. "Mark, Kian, Nicky y Shane se paran separadamente en una línea enfrentando la cámara en la portada de Gravity, con Shane apoyado descaradamente en el hombro de Nicky."
El 13 de octubre de 2010, anunciaron el título del álbum Gravity y lo hicieron una tendencia mundial en Twitter como #westlifegravity después del anuncio. El miembro de la banda Mark Feehily adoptó el título del álbum sugerido por una fan y lo confirmaron en su cuenta de Twitter. Redcorvette09 o Fiona Reynoldson, la fan elegida explicó
"Gravity" de la letra de "Safe". Quizás es una dedicación a nuestras parejas y en cómo nos mantienen en tierra...¡o quizás sobre la música que siempre nos lleva a otro álbum! Puede tener varios significados."
Egan dijo a la prensa que la banda le dará algo especial a la fan elegida pero no ha sido decidido todavía.

## Promoción
Artículos principales: Safe, Gravity Tour

## Sencillos
"Safe" es el primer sencillo del álbum. El sencillo salió en Reino Unido el 7 de noviembre de 2010. Mientras que el 16 de octubre de 2010, News of the World publicó en su periódico que Cowell ya había elegido el sencillo que será un cover de John Mayer de su sencillo "Daughters". A partir de ahora, el miembro de la banda Nicky Byrne dijo "No hay decisión hecha del segundo sencillo, sólo estamos eligiendo canciones para ir en nuestro nuevo álbum en el momento." La canción rumoreada no apareció en el listado de canciones del álbum.

## Lista de canciones
Una de las canciones confirmadas para el álbum es el primer sencillo "Safe", para ser lanzado una semana después del lanzamiento de Linkin Park. El 20 de octubre de 2010, cuatro de los títulos de las canciones fueron revelados por el productor del álbum. Son, "Closer", "No One's Gonna Sleep Tonight", "Tell Me I'm Dreaming", y "Weak". El 25 de octubre de 2010, Feehily dio a conocer la lista de canciones en su página oficial de Twitter. El 2 de noviembre de 2010, un fragmento de 30 segundos de cada canción fue mostrada en Amazon.com. El 5 de noviembre de 2010, In Demand FM mostró exclusivamente la canción entera de "Beautiful Tonight" con una entrevista de la banda. El 7 de noviembre de 2010, presentaron "I Will Reach You" en BBC Radio 2. El 14 de noviembre de 2010, RTÉ 2fm mostró exclusivamente "I Will Reach You", "The Reason", y "I Get Weak" del álbum por primera vez en el mundo.
| CD  |                                     |                                                             |          |  |
| N.º | Título                              | Escritor(es)                                                | Duración |  |
| 1.  | «Beautiful Tonight»                 | John Shanks                                                 | 3:59     |  |
| 2.  | «Safe»                              | James Grundler, Shanks                                      | 3:54     |  |
| 3.  | «Chances»                           | Joel Potts, Steve Roberts, Timothy Wanstall, Carey Willetts | 4:46     |  |
| 4.  | «I Will Reach You»                  | Steve Anderson, Mark Feehily, Jamie Hartman                 | 3:18     |  |
| 5.  | «Closer»                            | Shane Filan                                                 | 4:06     |  |
| 6.  | «The Reason»                        | Dan Estrin, Markku Lappalainen, Douglas Robb                | 3:51     |  |
| 7.  | «Tell Me It's Love»                 | Wayne Hector, Shanks                                        | 4:18     |  |
| 8.  | «I Get Weak»                        | Shanks                                                      | 3:41     |  |
| 9.  | «Before It's Too Late»              | Anderson, Feehily, Simon Petty                              | 4:09     |  |
| 10. | «No One's Gonna Sleep Tonight»      | Hector, Shanks                                              | 3:52     |  |
| 11. | «Difference In Me»                  | Hector                                                      | 3:30     |  |
| 12. | «Too Hard To Say Goodbye»           | Nicky Byrne, Kian Egan, Feehily, Filan, Shanks              | 4:41     |  |
| 13. | «Please Stay» (Bonus track japonés) | Burt Bacharach, Bob Hilliard                                | 3:43     |  |

## Listas
En una entrevista reciente con Daily Star, Westlife han admitido la derrota en su batalla en las listas con JLS. Kian admitió: "No creo que ganaremos contra JLS, para ser honestos, probablemente tendrán el número uno." "Pero realmente no nos importa las posiciones en listas." "Tenemos la tasa de éxito de un álbum en las ventas globales."

## Lanzamiento

### Lanzamiento principal
| País / Región | Fecha                   | Formato              | Sello                    | Catálogo    |
| ------------- | ----------------------- | -------------------- | ------------------------ | ----------- |
| Europa        | 19 de noviembre de 2010 | CD, Descarga digital | RCA Records, Sony Music  | 88697724482 |
| Irlanda       | 19 de noviembre de 2010 | CD, Descarga digital | Sony Music Entertainment | 88697724482 |
| Países Bajos  | 19 de noviembre de 2010 | CD, Descarga digital | Sony Music Entertainment | 88697724482 |
| Filipinas     | 19 de noviembre de 2010 | CD, Descarga digital | Sony Music Entertainment | 88697724482 |
| Suecia        | 19 de noviembre de 2010 | CD, Descarga digital | Sony Music Entertainment | 88697724482 |
| Tailandia     | 19 de noviembre de 2010 | CD, Descarga digital | Sony Music Entertainment | 88697724482 |
| Dinamarca     | 22 de noviembre de 2010 | CD, Descarga digital | Sony Music Entertainment | 88697724482 |
| Hong Kong     | 22 de noviembre de 2010 | CD, Descarga digital | Sony Music Entertainment | 88697724482 |
| Malasia       | 22 de noviembre de 2010 | CD, Descarga digital | Sony Music Entertainment | 88697724482 |
| Polonia       | 22 de noviembre de 2010 | CD, Descarga digital | Sony Music Entertainment | 88697724482 |
| Sudáfrica     | 22 de noviembre de 2010 | CD, Descarga digital | Sony Music Entertainment | 88697724482 |
| Reino Unido   | 22 de noviembre de 2010 | CD, Descarga digital | S/Syco Music             | 88697724482 |
| Corea del Sur | 23 de noviembre de 2010 | CD, Descarga digital | Sony Music Entertainment | 88697724482 |
| Finlandia     | 24 de noviembre de 2010 | CD, Descarga digital | Sony Music Entertainment | 88697724482 |
| México        | 26 de noviembre de 2010 | CD, Descarga digital | Sony Music Entertainment | 88697724482 |
| Taiwán        | 30 de noviembre de 2010 | CD, Descarga digital | Sony Music Entertainment | 88697724482 |
| Alemania      | 3 de diciembre de 2010  | CD, Descarga digital | Sony Music Entertainment | 88697724482 |
| Japón         | 15 de diciembre de 2010 | CD, Descarga digital | Sony Music Entertainment | 88697724482 |

### Lanzamiento importado
| País / Regióm  | Fecha                   | Formato              | Sello                               | Catálogo    |
| -------------- | ----------------------- | -------------------- | ----------------------------------- | ----------- |
| Japón          | 22 de noviembre de 2010 | CD, Descarga digital | RCA Records, Sony Music, Syco Music | 88697724482 |
| Canadá         | 23 de noviembre de 2010 | CD, Descarga digital | RCA Records, Sony Music, Syco Music | 88697724482 |
| Francia        | 23 de noviembre de 2010 | CD, Descarga digital | RCA Records, Sony Music, Syco Music | 88697724482 |
| Estados Unidos | 23 de noviembre de 2010 | CD, Descarga digital | RCA Records, Sony Music, Syco Music | 88697724482 |